# Centre de compétences suisse en sciences sociales
Pour les articles homonymes, voir FORS.
Le centre de compétences suisse en sciences sociales' ou FORS réalise de grandes enquêtes nationales et internationales, offre des services de données et d’informations de recherche aux chercheurs et aux institutions académiques. FORS mène également des recherches méthodologiques et thématiques.

## Activités
- Services de données et de conseil pour les chercheuses et chercheurs en sciences sociales et les institutions de recherche en Suisse.
- Fournir des outils pour l'infrastructure nationale et internationale de l'information.
- Effectuer des recherches liées à la recherche méthodologique et thématique.

## Histoire
Dans les années 1990, la Suisse a lancé un vaste programme de recherche nommé « Demain la Suisse », qui visait à « revitaliser » les sciences sociales dans le pays. Autour de ce programme, l’idée est venue de créer un centre d’expertise réunissant plusieurs projets à long terme en sciences sociales au sein d’une seule institution.
En 2008, FORS a finalement été créé en tant que nouvelle infrastructure liée aux sciences sociales suisses. FORS a réuni un certain nombre de projets à long terme existants, dont le Panel suisse des ménages, SELECTS et SIDOS, les Archives suisses d’information et de données en sciences sociales. Le regroupement d’individus travaillant sur de grands projets d’enquêtes et de services de données dans une nouvelle infrastructure a créé un environnement unique pour concentrer et développer les connaissances sur la collecte, l’archivage et la diffusion des données en sciences sociales, mais aussi sur la manière de fournir des services aux chercheurs en sciences sociales dans un sens plus large.

## Services de données FORS
- Nos services

## Thèmes
- Nos thèmes

## Projets en cours
- Liste de nos projets

## Projets passés
- Liste des projets passés

## Nos publications
- Nos publications

## Liens
- Site officiel